# Résultats détaillés des élections législatives kirghizes de 2021
Cet article présente les résultats détaillés des élections législatives kirghizes de 2021.

## Résultats nationaux
|                           |                                   |                 |                 |                 |                 |                  |                  |                  |       |               |  |  |  |  |
| Partis                    | Partis                            | Proportionnelle | Proportionnelle | Proportionnelle | Proportionnelle | Circonscriptions | Circonscriptions | Circonscriptions | Total | +/-           |  |  |  |  |
| Partis                    | Partis                            | Voix            | %               | +/-             | Sièges          | Voix             | %                | Sièges           | Total | +/-           |  |  |  |  |
|                           | Ata-jourt Kyrgyzstan              | 223 892         | 19,08           | 12,12           | 15              |                  |                  |                  | 15    | 15            |  |  |  |  |
|                           | Ishenim                           | 176 382         | 15,03           | Nv              | 12              |                  |                  |                  | 12    | 12            |  |  |  |  |
|                           | Yntymak                           | 142 267         | 12,12           | Nv              | 9               | 6 313            | 0,50             | 0                | 9     | 9             |  |  |  |  |
|                           | Alliance                          | 107 859         | 9,19            | Nv              | 7               |                  |                  |                  | 7     | 7             |  |  |  |  |
|                           | Kirghizistan uni                  | 91 111          | 7,76            | 0,51            | 6               | 5 099            | 0,41             | 0                | 6     | 7             |  |  |  |  |
|                           | Yyman Nuru                        | 79 557          | 6,78            | 3,37            | 5               | 1 454            | 0,11             | 0                | 5     | 5             |  |  |  |  |
|                           | El Umutu                          | 58 215          | 4,96            | Nv              | 0               |                  |                  |                  | 0     | en stagnation |  |  |  |  |
|                           | Azattyk                           | 52 666          | 4,49            | Nv              | 0               |                  |                  |                  | 0     | en stagnation |  |  |  |  |
|                           | Ata-Meken                         | 46 209          | 3,94            | 1,83            | 0               |                  |                  |                  | 0     | en stagnation |  |  |  |  |
|                           | Sociaux-démocrates                | 41 205          | 3,51            | 1,34            | 0               | 7 976            | 0,63             | 1                | 1     | 1             |  |  |  |  |
|                           | Uluttar Birimdigi                 | 31 692          | 2,70            | Nv              | 0               |                  |                  |                  | 0     | en stagnation |  |  |  |  |
|                           | Mekenchil El                      | 20 631          | 1,76            | Nv              | 0               |                  |                  |                  | 0     | en stagnation |  |  |  |  |
|                           | Bagyt                             | 12 708          | 1,08            | Nv              | 0               |                  |                  |                  | 0     | en stagnation |  |  |  |  |
|                           | Union patriotique du Kirghizistan | 12 473          | 1,06            | Nv              | 0               |                  |                  |                  | 0     | en stagnation |  |  |  |  |
|                           | Uluu-jourt                        | 9 452           | 0,81            | Nv              | 0               |                  |                  |                  | 0     | en stagnation |  |  |  |  |
|                           | Kutchuu region                    | 8 239           | 0,70            | Nv              | 0               |                  |                  |                  | 0     | en stagnation |  |  |  |  |
|                           | Légaliser                         | 8 072           | 0,69            | Nv              | 0               |                  |                  |                  | 0     | en stagnation |  |  |  |  |
|                           | ORDO                              | 5 980           | 0,51            | Nv              | 0               |                  |                  |                  | 0     | en stagnation |  |  |  |  |
|                           | Aruuzat-El Kutu                   | 5 931           | 0,51            | Nv              | 0               |                  |                  |                  | 0     | en stagnation |  |  |  |  |
|                           | Jashasyn Kyrgyzstan               | 5 660           | 0,48            | Nv              | 0               |                  |                  |                  | 0     | en stagnation |  |  |  |  |
|                           | Parti vert                        | 5 302           | 0,45            | Nv              | 0               |                  |                  |                  | 0     | en stagnation |  |  |  |  |
|                           | Indépendants                      |                 |                 |                 |                 | 1 133 660        | 89,25            | 33               | 33    | 33            |  |  |  |  |
|                           | Aucun d'entre eux                 | 28 207          | 2,40            | -               | 0               | 115 666          | 9,11             | 2                | 2     | 2             |  |  |  |  |
|                           |                                   |                 |                 |                 |                 |                  |                  |                  |       |               |  |  |  |  |
| Suffrages exprimés        | Suffrages exprimés                | 1 173 710       | 90,71           |                 |                 |                  |                  |                  |       |               |  |  |  |  |
| Votes blancs et invalides | Votes blancs et invalides         | 120 236         | 9,29            |                 |                 |                  |                  |                  |       |               |  |  |  |  |
| Total                     | Total                             | 1 293 946       | 100             | -               | 54              | 1 270 168        | 100              | 36               | 90    | 30            |  |  |  |  |
| Abstentions               | Abstentions                       | 2 409 474       | 65,06           |                 |                 |                  |                  |                  |       |               |  |  |  |  |
| Inscrits / participation  | Inscrits / participation          | 3 703 420       | 34,94           |                 |                 |                  |                  |                  |       |               |  |  |  |  |

## Élus des listes nationales
| Parti                | Ordre d'élection | Élu(e)                 |
| -------------------- | ---------------- | ---------------------- |
| Ata-jourt Kyrgyzstan | 1                | Bakyt Torobayev        |
| Ata-jourt Kyrgyzstan | 2                | Farkhat Ismailov       |
| Ata-jourt Kyrgyzstan | 3                | Taalaybek Sarybashov   |
| Ata-jourt Kyrgyzstan | 4                | Aybek Matkerimov       |
| Ata-jourt Kyrgyzstan | 5                | Jengishbek Toktorbayev |
| Ata-jourt Kyrgyzstan | 6                | Eldar Sulaymanov       |
| Ata-jourt Kyrgyzstan | 7                | Ravshanbek Sabirov     |
| Ata-jourt Kyrgyzstan | 8                | Jyldyz Sadyrbayeva     |
| Ata-jourt Kyrgyzstan | 9                | Alisher Kozuyev        |
| Ata-jourt Kyrgyzstan | 10               | Janybek Kydykbayev     |
| Ata-jourt Kyrgyzstan | 11               | Talaybek Masabirov     |
| Ata-jourt Kyrgyzstan | 12               | Djamilya Isayeva       |
| Ata-jourt Kyrgyzstan | 13               | Nadira Narmatova       |
| Ata-jourt Kyrgyzstan | 14               | Kamila Taliyeva        |
| Ata-jourt Kyrgyzstan | 15               | Gulsharkan Kultayeva   |
| Ishenim              | 1                | Mederbek Aliyev        |
| Ishenim              | 2                | Emilbek Jusupov        |
| Ishenim              | 3                | Jyldyz Taalaybek kyzy  |
| Ishenim              | 4                | Suyunbek Omurzakov     |
| Ishenim              | 5                | Ulugbek Ormonov        |
| Ishenim              | 6                | Nurbek Sydygaliyev     |
| Ishenim              | 7                | Marat Murataliyev      |
| Ishenim              | 8                | Bakhridin Shabazov     |
| Ishenim              | 9                | Ruslanbek Jakyshov     |
| Ishenim              | 10               | Mirgul Temirbayeva     |
| Ishenim              | 11               | Aysara Abdibayeva      |
| Ishenim              | 12               | Cholpon Sultanbekova   |
| Yntymak              | 1                | Erulan Kokulov         |
| Yntymak              | 2                | Sharapatkan Majitova   |
| Yntymak              | 3                | Talant Mamytov         |
| Yntymak              | 4                | Bakyt Tentishev        |
| Yntymak              | 5                | Muradil Sydykov        |
| Yntymak              | 6                | Marlen Mamataliyev     |
| Yntymak              | 7                | Balbak Tülöbayev       |
| Yntymak              | 8                | Ayda Isatbek kyzy      |
| Yntymak              | 9                | Leyla Lurova           |
| Alliance             | 1                | Chingiz Aydarbekov     |
| Alliance             | 2                | Altynbek Sulaymanov    |
| Alliance             | 3                | Azamat Isirailov       |
| Alliance             | 4                | Farkhodbek Alimjanov   |
| Alliance             | 5                | Janarbek Akayev        |
| Alliance             | 6                | Gulkan Moldobekova     |
| Alliance             | 7                | Nilufar Alimjanova     |
| Kirghizistan uni     | 1                | Adakhan Madumarov      |
| Kirghizistan uni     | 2                | Iskhak Masaliyev       |
| Kirghizistan uni     | 3                | Emil Toktoshev         |
| Kirghizistan uni     | 4                | Alisher Erbayev        |
| Kirghizistan uni     | 5                | Orozayym Narmatova     |
| Kirghizistan uni     | 6                | Gulya Kojokulova       |
| Yyman Nuru           | 1                | Nourjigit Kadyrbekov   |
| Yyman Nuru           | 2                | Sultanbay Ayjigitov    |
| Yyman Nuru           | 3                | Zamirbek Mamsadykov    |
| Yyman Nuru           | 4                | Dinara Ashimova        |
| Yyman Nuru           | 5                | Vinera Raimbacheva     |

## Province de Batken

### Vote proportionnel
|                    | Kirghizistan uni                  | 19 212  | 17,89  |  |  |  |  |  |  |  |
|                    | Ata-jourt Kyrgyzstan              | 14 218  | 13,24  |  |  |  |  |  |  |  |
|                    | Ishenim                           | 16 033  | 14,93  |  |  |  |  |  |  |  |
|                    | Yntymak                           | 11 524  | 10,73  |  |  |  |  |  |  |  |
|                    | Alliance                          | 7 561   | 7,04   |  |  |  |  |  |  |  |
|                    | Yyman Nuru                        | 6 330   | 5,89   |  |  |  |  |  |  |  |
|                    | Sociaux-démocrates                | 2 704   | 2,52   |  |  |  |  |  |  |  |
|                    | El Umutu                          | 2 538   | 2,36   |  |  |  |  |  |  |  |
|                    | Azattyk                           | 2 447   | 2,28   |  |  |  |  |  |  |  |
|                    | Uluttar Birimdigi                 | 2 353   | 2,19   |  |  |  |  |  |  |  |
|                    | Ata-Meken                         | 2 311   | 2,15   |  |  |  |  |  |  |  |
|                    | Mekenchil El                      | 1 291   | 1,20   |  |  |  |  |  |  |  |
|                    | Uluu-jourt                        | 1 111   | 1,03   |  |  |  |  |  |  |  |
|                    | Kutchuu region                    | 1 036   | 0,96   |  |  |  |  |  |  |  |
|                    | Bagyt                             | 967     | 0,90   |  |  |  |  |  |  |  |
|                    | Union patriotique du Kirghizistan | 962     | 0,90   |  |  |  |  |  |  |  |
|                    | Légaliser                         | 946     | 0,88   |  |  |  |  |  |  |  |
|                    | Parti vert                        | 921     | 0,86   |  |  |  |  |  |  |  |
|                    | Aruuzat-El Kutu                   | 507     | 0,47   |  |  |  |  |  |  |  |
|                    | Jashasyn Kyrgyzstan               | 326     | 0,30   |  |  |  |  |  |  |  |
|                    | ORDO                              | 89      | 0,08   |  |  |  |  |  |  |  |
|                    | Aucun d'entre eux                 | 1 637   | 1,52   |  |  |  |  |  |  |  |
|                    |                                   |         |        |  |  |  |  |  |  |  |
| Suffrages exprimés | Suffrages exprimés                | 107 393 | 100,00 |  |  |  |  |  |  |  |

### Leylek
Rustamjon Yusupov apparait initialement sur la liste des candidats, mais n'apparait pas sur les bulletins de vote.
| Candidat | Candidat            | Parti       | Voix   | %     |
| -------- | ------------------- | ----------- | ------ | ----- |
|          | Chyngyz Ajibayev    | Indépendant | 10 847 | 33,56 |
|          | Ismanali Joroyev    | Indépendant | 7 298  | 22,58 |
|          | Baymurat Bekmuratov | Indépendant | 2 659  | 8,23  |
|          | Ashirbay Jusupov    | Indépendant | 2 553  | 7,90  |
|          | Asylbek Mukaramov   | Indépendant | 2 358  | 7,30  |
|          | Nazgul Abdiranmova  | Indépendant | 2 085  | 6,45  |
|          | Ina Immatov         | Indépendant | 1 908  | 5,90  |
|          | Aucun d'entre eux   |             | 2 553  | 2,43  |
|          | Kasym Tashtankulov  | Indépendant | 561    | 1,74  |
|          | Mirbek Segizbayev   | Indépendant | 386    | 1,19  |
| Total    | Total               | Total       | 32 323 | 100   |

### Batken
Belek Islambekov apparait initialement sur la liste des candidats, mais n'apparait pas sur les bulletins de vote.
| Candidat | Candidat                | Parti            | Voix   | %     |
| -------- | ----------------------- | ---------------- | ------ | ----- |
|          | Nurlan Rajabaliev       | Indépendant      | 6 556  | 18,49 |
|          | Chyntemir Ashiraliev    | Indépendant      | 6 310  | 17,79 |
|          | Bagali Tölömushov       | Kirghizistan uni | 5 099  | 14,38 |
|          | Kenesh Salikhov         | Indépendant      | 3 188  | 8,99  |
|          | Maksatbek Dyykanov      | Indépendant      | 2 574  | 7,26  |
|          | Gylamidin Artykbayev    | Indépendant      | 2 472  | 6,97  |
|          | Asylbek Madaliev        | Indépendant      | 2 251  | 6,35  |
|          | Kanatbek Abylkasym uulu | Indépendant      | 1 815  | 5,12  |
|          | Nomanjan Arkabayev      | Indépendant      | 1 605  | 4,53  |
|          | Aucun d'entre eux       |                  | 1 378  | 3,89  |
|          | Munarbek Yusupaliev     | Indépendant      | 1 224  | 3,45  |
| Total    | Total                   | Total            | 35 462 | 100   |

### Kadamjay
Ilyazbek Yakubov apparait initialement sur la liste des candidats, mais n'apparait pas sur les bulletins de vote.
| Candidat | Candidat                    | Parti       | Voix   | %     |
| -------- | --------------------------- | ----------- | ------ | ----- |
|          | Yrysbek Atajanov            | Indépendant | 6 047  | 16,33 |
|          | Zamirbek Syrgabayev         | Indépendant | 4 621  | 12,48 |
|          | Suyunbek Kurvanbayev        | Indépendant | 3 334  | 9,00  |
|          | Nurali Talipov              | Indépendant | 3 021  | 8,16  |
|          | Mukhtar Mirkadyrov          | Indépendant | 2 054  | 5,55  |
|          | Kanybek Ganyyev             | Indépendant | 2 043  | 5,52  |
|          | Abdijamil Nasirov           | Indépendant | 1 880  | 5,08  |
|          | Aydanbek Akmatov            | Indépendant | 1 824  | 4,93  |
|          | Sherakhmad Alibekov         | Indépendant | 1 801  | 4,86  |
|          | Nurbek Dosanov              | Indépendant | 1 777  | 4,80  |
|          | Bekbolot Muradilov          | Indépendant | 1 532  | 4,14  |
|          | Abdunabi Nazarbayev         | Indépendant | 1 206  | 3,26  |
|          | Mursalim Maksutov           | Indépendant | 1 191  | 3,22  |
|          | Aucun d'entre eux           |             | 1 072  | 2,90  |
|          | Abdulkhamid Shamshidin uulu | Indépendant | 891    | 2,41  |
|          | Ömurkan Mamatalieva         | Indépendant | 777    | 2,10  |
|          | Erkeayym Sadykova           | Indépendant | 603    | 1,63  |
|          | Rozakan Mamanova            | Indépendant | 244    | 0,66  |
|          | Abdukhalil Mamayusupov      | Indépendant | 0      | 0,00  |
| Total    | Total                       | Total       | 37 028 | 100   |

## Province et ville d'Och

### Kök-Jar
Baykigit Marzakmatov, Pamirbek Jolbolduyev et Makhabat Mavlyanova apparaissent initialement sur la liste des candidats, mais n'apparaissent pas sur les bulletins de vote.
| Candidat | Candidat              | Parti       | Voix   | %     |
| -------- | --------------------- | ----------- | ------ | ----- |
|          | Ömurbek Bakirov       | Indépendant | 10 788 | 32,42 |
|          | Ravshanbek Rysbayev   | Indépendant | 10 070 | 30,26 |
|          | Ulanbek Madmarov      | Indépendant | 5 367  | 16,13 |
|          | Abdivap Zulpuyev      | Indépendant | 2 549  | 7,66  |
|          | Azamat Abdrakhmanov   | Indépendant | 1 589  | 4,77  |
|          | Chyngyz Tümönov       | Indépendant | 943    | 2,83  |
|          | Aucun d'entre eux     |             | 799    | 2,40  |
|          | Mirlanbek Tursunkulov | Indépendant | 476    | 1,43  |
|          | Talas Kalmatov        | Indépendant | 0      | 0,00  |
| Total    | Total                 | Total       | 33 280 | 100   |

### Nookat
Altynbek Sulaymanov apparait initialement sous la bannière d'Alliance alors que Beki Joldoshov apparait comme candidat indépendant, mais il n'apparaissent pas sur les bulletins de vote.
| Candidat | Candidat                | Parti       | Voix   | %     |
| -------- | ----------------------- | ----------- | ------ | ----- |
|          | Jusupbek Korgonbay uulu | Indépendant | 13 323 | 43,08 |
|          | Bakytbek Maripov        | Indépendant | 13 274 | 42,92 |
|          | Artykbay Abdivaliev     | Indépendant | 2 588  | 8,37  |
|          | Aucun d'entre eux       |             | 865    | 2,80  |
| Total    | Total                   | Total       | 30 927 | 100   |

### Araban
| Candidat | Candidat             | Parti       | Voix   | %     |
| -------- | -------------------- | ----------- | ------ | ----- |
|          | Jalolidin Nurbayev   | Indépendant | 14 913 | 44,95 |
|          | Ilkhom Mannanov      | Indépendant | 6 446  | 19,43 |
|          | Bakytbek Nurbayev    | Indépendant | 3 344  | 10,08 |
|          | Davlatbek Abduvaliev | Indépendant | 2 531  | 7,63  |
|          | Elmurat Obdunov      | Indépendant | 2 403  | 7,24  |
|          | Adakhamjon Gaipov    | Indépendant | 1 321  | 3,98  |
|          | Aucun d'entre eux    |             | 1 013  | 3,05  |
| Total    | Total                | Total       | 33 177 | 100   |

### Och
Usön Kambarbek uulu, Aynuru Altybayeva, Zulayka Alymbubayeva, Maksatbek Jorokulov, Tolonbay Kalbayev et Tolonbay Kalbayev apparaissent initialement sur la liste des candidats, mais n'apparaissent pas sur les bulletins de vote.
| Candidat | Candidat               | Parti       | Voix   | %     |
| -------- | ---------------------- | ----------- | ------ | ----- |
|          | Aybek Osmonov          | Indépendant | 21 348 | 49,80 |
|          | Bekbolot Arzibayev     | Indépendant | 7 470  | 17,43 |
|          | Aucun d'entre eux      |             | 6 861  | 16,00 |
|          | Emil Saypidinov        | Indépendant | 1 987  | 4,64  |
|          | Jambylbek Kamchiev     | Indépendant | 1 329  | 3,10  |
|          | Dayyr Sagynbayev       | Indépendant | 1 125  | 2,62  |
|          | Nurbakyt Mamataliev    | Indépendant | 0      | 0,00  |
|          | Bakhtiyarjan Fattakhov | Indépendant | 0      | 0,00  |
| Total    | Total                  | Total       | 42 869 | 100   |

### Tölöykon
| Candidat | Candidat             | Parti       | Voix   | %     |
| -------- | -------------------- | ----------- | ------ | ----- |
|          | Nurbek Alimbekov     | Indépendant | 17 382 | 40,20 |
|          | Shayloobek Atazov    | Indépendant | 16 258 | 37,60 |
|          | Aucun d'entre eux    |             | 3 576  | 8,27  |
|          | Aybek Orozbayev      | Indépendant | 2 524  | 5,84  |
|          | Vitaliy Jukov        | Indépendant | 1 627  | 3,76  |
|          | Mukhammad Temirbayev | Indépendant | 0      | 0,00  |
| Total    | Total                | Total       | 43 244 | 100   |

### Kara-Suu
Aitmamat Kadyrbayev et Murtazali Kozubayev apparaissent initialement sur la liste des candidats, mais n'apparaissent pas sur les bulletins de vote.
| Candidat | Candidat              | Parti       | Voix   | %     |
| -------- | --------------------- | ----------- | ------ | ----- |
|          | Iskender Matraimov    | Indépendant | 22 480 | 62,39 |
|          | Aucun d'entre eux     |             | 3 738  | 10,37 |
|          | Tolkun Ergeshov       | Indépendant | 2 614  | 7,25  |
|          | Gavkharbek Primkulov  | Indépendant | 1 717  | 4,77  |
|          | Bakir Bakytbek        | Indépendant | 1 597  | 4,43  |
|          | Nursultan Abdyrazakov | Indépendant | 1 025  | 2,84  |
|          | Elnur Akylbekov       | Indépendant | 0      | 0,00  |
|          | Bökömbay Janybekov    | Indépendant | 0      | 0,00  |
| Total    | Total                 | Total       | 36 033 | 100   |

### Kurshab
Asylbek Artykov apparait initialement sur la liste des candidats, mais n'apparait pas sur les bulletins de vote.
| Candidat | Candidat             | Parti       | Voix   | %     |
| -------- | -------------------- | ----------- | ------ | ----- |
|          | Daniyar Tolonov      | Indépendant | 9 255  | 24,93 |
|          | Erjigit Pasangov     | Indépendant | 7 209  | 19,42 |
|          | Aitmamat Kadyrbayev  | Indépendant | 6 047  | 16,29 |
|          | Ulukbek Bakyyev      | Indépendant | 3 263  | 8,79  |
|          | Altynbek Toktorov    | Indépendant | 2 701  | 7,27  |
|          | Nurbek Sadykov       | Indépendant | 2 203  | 5,93  |
|          | Aucun d'entre eux    |             | 1 934  | 5,21  |
|          | Nurlan Tanabayev     | Indépendant | 1 861  | 5,01  |
|          | Tölögön Keldibayev   | Indépendant | 977    | 2,63  |
|          | Tynchtykbek Toloshov | Indépendant | 0      | 0,00  |
|          | Erkinbek Choduyev    | Indépendant | 0      | 0,00  |
| Total    | Total                | Total       | 37 129 | 100   |

### Alay
Sanjar Ibraimov, Oskonbay Jeenbayev, Jamankul Galdybayev et Mamaturayym Kadyrberdiyev apparaissent initialement sur la liste des candidats, mais n'apparaissent pas sur les bulletins de vote.
| Candidat | Candidat           | Parti       | Voix   | %     |
| -------- | ------------------ | ----------- | ------ | ----- |
|          | Ulan Primov        | Indépendant | 21 938 | 50,63 |
|          | Dayyrbek Orunbekov | Indépendant | 6 439  | 14,86 |
|          | Bakytbek Saipov    | Indépendant | 6 118  | 14,12 |
|          | Zamirbek Bojonov   | Indépendant | 4 551  | 10,50 |
|          | Aucun d'entre eux  |             | 1 913  | 4,41  |
|          | Ulukmyrza Tootayev | Indépendant | 1 239  | 2,86  |
| Total    | Total              | Total       | 43 332 | 100   |

### Uzgen
Bakyt Berdaliev apparait initialement sur la liste des candidats, mais n'apparait pas sur les bulletins de vote.
| Candidat | Candidat                 | Parti       | Voix   | %     |
| -------- | ------------------------ | ----------- | ------ | ----- |
|          | Elmurza Satybaldiev      | Indépendant | 21 108 | 73,43 |
|          | Aucun d'entre eux        |             | 4 055  | 14,11 |
|          | Aaly Karashev            | Indépendant | 0      | 0,00  |
|          | Manasming Jumakadyr uulu | Indépendant | 0      | 0,00  |
| Total    | Total                    | Total       | 28 744 | 100   |

## Province de Djalalabad

### Suzak
Munarbek Turkov, Maksatbek Mambetkulov, Kumarbek Samidinov et Ulan Mamatov apparaissent initialement sur la liste des candidats, mais n'apparaissent pas sur les bulletins de vote.
| Candidat | Candidat               | Parti       | Voix   | %     |
| -------- | ---------------------- | ----------- | ------ | ----- |
|          | Tazabek Ikramov        | Indépendant | 11 912 | 31,54 |
|          | Edelbek Kulmatov       | Indépendant | 10 134 | 26,83 |
|          | Omurbek Egemberdiyev   | Indépendant | 3 054  | 8,09  |
|          | Abdymanap Abdybakhapov | Indépendant | 2 275  | 6,02  |
|          | Sabyraly Kebekbayev    | Indépendant | 2 146  | 5,68  |
|          | Abdillabek Kambarov    | Indépendant | 2 044  | 5,41  |
|          | Aucun d'entre eux      |             | 1 724  | 4,57  |
|          | Jusupjan Jeenbekov     | Indépendant | 1 265  | 3,35  |
|          | Yuliya Liliental       | Indépendant | 867    | 2,30  |
|          | Manas Maksutov         | Indépendant | 526    | 1,39  |
|          | Asan Shakirov          | Indépendant | 0      | 0,00  |
|          | Seydakhmat Artykbayev  | Indépendant | 0      | 0,00  |
|          | Nurbolot Mirzakhmedov  | Indépendant | 0      | 0,00  |
| Total    | Total                  | Total       | 37 765 | 100   |

### Djalalabad
| Candidat | Candidat             | Parti       | Voix   | %     |
| -------- | -------------------- | ----------- | ------ | ----- |
|          | Shairbek Tashiev     | Indépendant | 21 287 | 62,14 |
|          | Aucun d'entre eux    |             | 4 500  | 13,14 |
|          | Keldibek Jeenbekov   | Indépendant | 1 978  | 5,77  |
|          | Manas Shaimkulov     | Indépendant | 1 842  | 5,38  |
|          | Kumarbek Mamasydykov | Indépendant | 1 365  | 3,98  |
|          | Taalaybek Atabekov   | Indépendant | 1 173  | 3,42  |
|          | Chyngyz Salymbayev   | Indépendant | 585    | 1,71  |
| Total    | Total                | Total       | 34 257 | 100   |

### Bazar-Korgon
Nurbyubyu Abdyjaparova et Erlist Akunbekov apparaissent initialement sur la liste des candidats, mais n'apparaissent pas sur les bulletins de vote.
| Candidat | Candidat            | Parti       | Voix   | %     |
| -------- | ------------------- | ----------- | ------ | ----- |
|          | Aybek Altynbekov    | Indépendant | 22 145 | 60,29 |
|          | Kubanychbek Bakiyev | Indépendant | 7 570  | 20,61 |
|          | Aucun d'entre eux   |             | 2 135  | 5,81  |
|          | Süyünbek Arzykulov  | Indépendant | 1 351  | 3,68  |
|          | Aygul Kongurbayeva  | Indépendant | 1 086  | 2,96  |
|          | Artur Umetaliev     | Indépendant | 963    | 2,62  |
| Total    | Total               | Total       | 36 728 | 100   |

### Nooken
Rayimberdi Duyshenbiyev, Nurbek Murashev, Akimbay Teshebayev, Rasuljan Maraimov et Kanybek Anarbayev apparaissent initialement sur la liste des candidats, mais n'apparaissent pas sur les bulletins de vote.
| Candidat | Candidat            | Parti       | Voix   | %     |
| -------- | ------------------- | ----------- | ------ | ----- |
|          | Baktybek Sydykov    | Indépendant | 19 688 | 54,31 |
|          | Akylbek Arstanbekov | Indépendant | 10 038 | 27,69 |
|          | Aucun d'entre eux   |             | 2 132  | 5,88  |
|          | Kadyrbek Matsakov   | Indépendant | 1 769  | 4,88  |
|          | Murat Kadyrkulov    | Indépendant | 1 047  | 2,89  |
|          | Bakytbek Nasyrbekov | Indépendant | 0      | 0,00  |
| Total    | Total               | Total       | 36 251 | 100   |

### Aksyy
| Candidat | Candidat            | Parti       | Voix   | %     |
| -------- | ------------------- | ----------- | ------ | ----- |
|          | Nurlanbek Shakiyev  | Indépendant | 12 082 | 38,04 |
|          | Manas Chomonov      | Indépendant | 6 864  | 21,61 |
|          | Almazbek Ergeshov   | Indépendant | 5 923  | 18,65 |
|          | Akat Momunov        | Indépendant | 2 697  | 8,49  |
|          | Süyünbay Toktobayev | Indépendant | 1 837  | 5,78  |
|          | Almazbek Shaydiyev  | Indépendant | 1 009  | 3,18  |
|          | Aucun d'entre eux   |             | 799    | 2,52  |
| Total    | Total               | Total       | 31 760 | 100   |

### Ala-Buka
Minavar Nishankhodjayev apparait initialement sur la liste des candidats, mais n'apparait pas sur les bulletins de vote.
| Candidat | Candidat               | Parti       | Voix   | %     |
| -------- | ---------------------- | ----------- | ------ | ----- |
|          | Azizbek Tursunbayev    | Indépendant | 11 279 | 37,54 |
|          | Mederkul Sulaymankulov | Indépendant | 6 779  | 22,57 |
|          | Adylbek Alymov         | Indépendant | 6 519  | 21,70 |
|          | Chyngyz Omorov         | Indépendant | 2 176  | 7,24  |
|          | Iskender Turanov       | Indépendant | 1 447  | 4,82  |
|          | Aucun d'entre eux      |             | 1 045  | 3,48  |
| Total    | Total                  | Total       | 30 042 | 100   |

### Toktogul
Nurlan Kasymov, Azamat Koychubayev et Chynchtykbek Abdyldayev apparaissent initialement sur la liste des candidats, mais n'apparaissent pas sur les bulletins de vote.
| Candidat | Candidat              | Parti       | Voix   | %     |
| -------- | --------------------- | ----------- | ------ | ----- |
|          | Kunduzbek Sulaymanov  | Indépendant | 7 957  | 21,77 |
|          | Osmon Turdumambetov   | Indépendant | 6 924  | 18,94 |
|          | Nurbek Totonov        | Yntymak     | 6 313  | 17,27 |
|          | Bolotbek Duyshenaliev | Indépendant | 3 694  | 10,11 |
|          | Aucun d'entre eux     |             | 2 646  | 4,23  |
|          | Timurlan Karmyshov    | Indépendant | 2 607  | 7,13  |
|          | Abdybek Bekishov      | Indépendant | 1 684  | 4,61  |
|          | Akylbek Rakayev       | Indépendant | 1 547  | 4,23  |
|          | Bekanas Baygaziyev    | Indépendant | 1 269  | 3,47  |
|          | Janyshbek Matmusayev  | Indépendant | 832    | 2,28  |
|          | Aybek Alybayev        | Indépendant | 0      | 0,00  |
| Total    | Total                 | Total       | 36 554 | 100   |

## Province de Talas

### Manas
Baktygul Ajybekov apparait initialement sur la liste des candidats, mais n'apparait pas sur les bulletins de vote.
| Candidat | Candidat             | Parti       | Voix   | %     |
| -------- | -------------------- | ----------- | ------ | ----- |
|          | Dastanbek Jumabekov  | Indépendant | 13 252 | 39,43 |
|          | Mirlan Nazarbekov    | Indépendant | 13 193 | 39,25 |
|          | Almazbek Djakeyev    | Indépendant | 3 080  | 9,16  |
|          | Zamirbek Mambetkulov | Indépendant | 1 207  | 3,59  |
|          | Aucun d'entre eux    |             | 934    | 2,78  |
|          | Sardar Sharshenbek   | Indépendant | 859    | 2,56  |
|          | Shadykan Djakypbekov | Indépendant | 345    | 1,03  |
| Total    | Total                | Total       | 33 610 | 100   |

### Talas
Bakyt Kydyraliyev et Sazykbay Turdumaliyev apparaissent initialement sur la liste des candidats, mais n'apparaissent pas sur les bulletins de vote.
| Candidat | Candidat              | Parti       | Voix   | %     |
| -------- | --------------------- | ----------- | ------ | ----- |
|          | Baktybek Choybekov    | Indépendant | 9 773  | 34,05 |
|          | Emilbek Abdykadyrov   | Indépendant | 7 204  | 25,10 |
|          | Aybek Buzurmankulov   | Indépendant | 3 589  | 12,50 |
|          | Esen Sariyev          | Indépendant | 2 938  | 10,24 |
|          | Muktarbek Aytkulov    | Indépendant | 1 885  | 6,57  |
|          | Aucun d'entre eux     |             | 1 665  | 5,80  |
|          | Törökan Junusbekov    | Indépendant | 821    | 2,86  |
|          | Taalaybek Aytaliyev   | Indépendant | 0      | 0,00  |
|          | Toktonaly Nusubaliyev | Indépendant | 0      | 0,00  |
| Total    | Total                 | Total       | 28 705 | 100   |

## Province de Tchouï

### Jayyl
Kenjebek Djanaliyev apparait initialement sur la liste des candidats, mais n'apparait pas sur les bulletins de vote.
| Candidat | Candidat              | Parti       | Voix   | %     |
| -------- | --------------------- | ----------- | ------ | ----- |
|          | Nurlanbek Azygaliyev  | Indépendant | 8 689  | 27,86 |
|          | Nurmat Ryskulbek uulu | Indépendant | 5 261  | 16,87 |
|          | Baktybek Rayymkulov   | Indépendant | 4 802  | 15,40 |
|          | Emir Amankulov        | Indépendant | 3 519  | 11,28 |
|          | Aucun d'entre eux     |             | 2 801  | 8,98  |
|          | Manasbek Karabayev    | Indépendant | 2 608  | 8,36  |
|          | Zamirbek Mamayev      | Indépendant | 1 560  | 5,00  |
|          | Askarbek Bakeyev      | Indépendant | 613    | 1,97  |
|          | Erkin Imankulov       | Indépendant | 0      | 0,00  |
| Total    | Total                 | Total       | 31 185 | 100   |

### Moskov
Ulan Eshaliyev et Ismoiljon Omotov apparaissent initialement sur la liste des candidats, mais n'apparaissent pas sur les bulletins de vote.
| Candidat | Candidat            | Parti       | Voix   | %     |
| -------- | ------------------- | ----------- | ------ | ----- |
|          | Karim Khandjeza     | Indépendant | 5 436  | 19,80 |
|          | Jusupbek Zikirov    | Indépendant | 4 279  | 15,58 |
|          | Mirlan Djekshenov   | Indépendant | 3 480  | 12,67 |
|          | Aucun d'entre eux   |             | 2 493  | 9,08  |
|          | Talay Imankulov     | Indépendant | 2 386  | 8,69  |
|          | Raad Myrzakanov     | Indépendant | 2 158  | 7,86  |
|          | Turatbek Madylbekov | Indépendant | 2 104  | 7,66  |
|          | Rinat Djabayev      | Indépendant | 1 548  | 5,64  |
|          | Erkin Bulekbayev    | Indépendant | 925    | 3,37  |
|          | Mirbek Najiyev      | Indépendant | 765    | 2,79  |
|          | Evgeniy Engalychev  | Indépendant | 581    | 2,12  |
|          | Atyrkul Ibraimova   | Indépendant | 0      | 0,00  |
|          | Akhmatjan Mamutov   | Indépendant | 0      | 0,00  |
| Total    | Total               | Total       | 27 458 | 100   |

### Sokuluk
Akyl Kurmanaliyev apparait initialement sur la liste des candidats, mais n'apparait pas sur les bulletins de vote.
| Candidat | Candidat             | Parti       | Voix   | %     |
| -------- | -------------------- | ----------- | ------ | ----- |
|          | Amankan Kenjebayev   | Indépendant | 5 005  | 19,30 |
|          | Aucun d'entre eux    |             | 4 665  | 17,99 |
|          | Ramis Djunusaliyev   | Indépendant | 4 108  | 15,84 |
|          | Elkinbek Ashirbayev  | Indépendant | 3 776  | 14,56 |
|          | Ulan Sadaliyev       | Indépendant | 3 285  | 12,67 |
|          | Sooronbay Abdyldayev | Indépendant | 1 456  | 5,61  |
|          | Gülüypa Karymshakova | Indépendant | 1 398  | 5,39  |
|          | Kanybek Sarymsakov   | Indépendant | 1 117  | 4,31  |
| Total    | Total                | Total       | 25 932 | 100   |

### Alamüdun
Kuljamal Eshenkulova et Anara Isirailova apparaissent initialement sur la liste des candidats, mais n'apparaissent pas sur les bulletins de vote.
| Candidat | Candidat             | Parti              | Voix   | %     |
| -------- | -------------------- | ------------------ | ------ | ----- |
|          | Seidbek Atambayev    | Sociaux-démocrates | 7 976  | 26,03 |
|          | Aucun d'entre eux    |                    | 5 353  | 17,47 |
|          | Bolotbek Begaliyev   | Indépendant        | 4 169  | 13,61 |
|          | Berdibek Chyntemirov | Indépendant        | 3 458  | 11,29 |
|          | Kanybek Imanaliyev   | Indépendant        | 2 978  | 9,72  |
|          | Emil Momunkulov      | Indépendant        | 2 068  | 6,75  |
|          | Zarylbek Abduvaliyev | Indépendant        | 1 050  | 3,43  |
|          | Azamat Aspek uulu    | Indépendant        | 967    | 3,16  |
|          | Aybek Dunkanayev     | Indépendant        | 537    | 1,75  |
|          | Talgat Momonkulov    | Indépendant        | 526    | 1,72  |
|          | Emil Chakibayev      | Indépendant        | 0      | 0,00  |
| Total    | Total                | Total              | 30 638 | 100   |

### Yssyk-Ata
Erbol Toktogulov et Sharshenaly Kasenov apparaissent initialement sur la liste des candidats, mais n'apparaissent pas sur les bulletins de vote.
| Candidat | Candidat               | Parti       | Voix   | %     |
| -------- | ---------------------- | ----------- | ------ | ----- |
|          | Akbokon Tashtanbekov   | Indépendant | 4 806  | 16,06 |
|          | Djanat Edigeyev        | Indépendant | 4 507  | 15,06 |
|          | Atamsha Dursunov       | Indépendant | 3 371  | 11,26 |
|          | Aucun d'entre eux      |             | 3 325  | 11,11 |
|          | Nurbek Djyrgalbayev    | Indépendant | 2 992  | 10,00 |
|          | Maksat Ryskulov        | Indépendant | 2 798  | 9,35  |
|          | Bayysh Kurmanov        | Indépendant | 2 797  | 9,34  |
|          | Vadim Sadovnikov       | Indépendant | 1 204  | 4,02  |
|          | Mirlan Bekitayev       | Yyman Nuru  | 1 110  | 3,71  |
|          | Askar Kasymov          | Indépendant | 1 019  | 3,40  |
|          | Akylbek Kojokeyev      | Indépendant | 499    | 1,67  |
|          | Duyshombek Budaychiyev | Indépendant | 288    | 0,96  |
| Total    | Total                  | Total       | 29 933 | 100   |

### Chuy-Kemin
Almaz Tarykbayev apparait initialement sous la bannière d'Alliance alors que Kanatbek Isaïev et Bakytbek Jetigenov apparaissent initialement sur la liste des candidats comme indépendants, mais n'apparaissent pas sur les bulletins de vote.
| Candidat | Candidat              | Parti       | Voix   | %     |
| -------- | --------------------- | ----------- | ------ | ----- |
|          | Mederbek Sakkarayev   | Indépendant | 9 834  | 24,93 |
|          | Tynaybek Janseitov    | Indépendant | 8 528  | 21,62 |
|          | Aucun d'entre eux     |             | 3 059  | 7,76  |
|          | Nurlan Sharshenaliyev | Indépendant | 3 050  | 7,73  |
|          | Rustam Tashiyev       | Indépendant | 3 036  | 7,70  |
|          | Emilbek Isenaliyev    | Indépendant | 2 399  | 6,08  |
|          | Kanybek Osmonaliyev   | Indépendant | 2 048  | 5,19  |
|          | Akylbek Mursaliyev    | Indépendant | 1 960  | 4,97  |
|          | Aybek Botobayev       | Indépendant | 1 443  | 3,66  |
|          | Nurlan Duyshhenaliyev | Indépendant | 743    | 1,88  |
|          | Kubatbek Mamyrov      | Indépendant | 676    | 1,71  |
|          | Askar Abakirov        | Indépendant | 556    | 1,41  |
|          | Anash Seitkaziyev     | Indépendant | 513    | 1,30  |
|          | Abaskan Sariyev       | Indépendant | 297    | 0,75  |
|          | Ulan Karagulov        | Indépendant | 0      | 0,00  |
| Total    | Total                 | Total       | 39 444 | 100   |

## Bichkek

### Lenin
Kubanychbek Karahulov, Arstanbek Taylakov et Jeenbek Iskenderov apparaissent initialement sur la liste des candidats, mais n'apparaissent pas sur les bulletins de vote.
| Candidat | Candidat               | Parti       | Voix   | %     |
| -------- | ---------------------- | ----------- | ------ | ----- |
|          | Janybek Abirov         | Indépendant | 10 914 | 31,49 |
|          | Aucun d'entre eux      |             | 9 656  | 27,86 |
|          | Ravshan Jeenbekov      | Indépendant | 3 672  | 10,60 |
|          | Maksat Kunakulov       | Indépendant | 3 508  | 10,12 |
|          | Anarbek Tashiyev       | Indépendant | 1 284  | 3,71  |
|          | Anarkul Usupbekova     | Indépendant | 1 160  | 3,35  |
|          | Murat Esenamanov       | Indépendant | 1 000  | 2,89  |
|          | Aktilek Nurlanbekov    | Indépendant | 770    | 2,22  |
|          | Aybek Alseitov         | Indépendant | 658    | 1,90  |
|          | Kubanychbek Makeshov   | Indépendant | 481    | 1,39  |
|          | Ulugbek Kalykov        | Indépendant | 374    | 1,08  |
|          | Kamchybek Joldoshbayev | Indépendant | 0      | 0,00  |
| Total    | Total                  | Total       | 34 655 | 100   |

### Pervomayskiy
Abdysh Toktorov et Elena Klipacheva apparaissent initialement sur la liste des candidats, mais n'apparaissent pas sur les bulletins de vote.
| Candidat | Candidat              | Parti       | Voix   | %     |
| -------- | --------------------- | ----------- | ------ | ----- |
|          | Aucun d'entre eux     |             | 11 009 | 33,45 |
|          | Ruslanbek Akylbekov   | Indépendant | 4 890  | 14,86 |
|          | Meerimbek Koychumanov | Indépendant | 3 911  | 11,89 |
|          | Nurbek Toktakunov     | Indépendant | 3 840  | 11,67 |
|          | Mavlian Askarbekov    | Indépendant | 3 272  | 9,94  |
|          | Erkingul Abdramanova  | Indépendant | 1 773  | 5,39  |
|          | Edil Marlis uulu      | Indépendant | 1 716  | 5,21  |
|          | Beyshenbek Abdrazakov | Indépendant | 1 325  | 4,03  |
| Total    | Total                 | Total       | 32 907 | 100   |

### Oktyabr
| Candidat | Candidat           | Parti       | Voix   | %     |
| -------- | ------------------ | ----------- | ------ | ----- |
|          | Dastan Bekeshev    | Indépendant | 15 617 | 48,07 |
|          | Melis Turganbayev  | Indépendant | 6 322  | 19,46 |
|          | Aucun d'entre eux  |             | 4 983  | 15,34 |
|          | Ruslan Kydyrmyshev | Indépendant | 3 515  | 10,82 |
|          | Bakyt Kerimbekov   | Indépendant | 596    | 1,83  |
|          | Tilek Usupov       | Indépendant | 587    | 1,81  |
| Total    | Total              | Total       | 32 488 | 100   |

### Sverdlov
Ulukbek Turgunbayev, Talantbek Chyntemirov, Bekmamat Alymbekov, Ulanbek Konurbayev, Jyldyzbek Isakulov et Guzel Kamil kyzy apparaissent initialement sur la liste des candidats, mais n'apparaissent pas sur les bulletins de vote.
| Candidat | Candidat             | Parti       | Voix   | %     |
| -------- | -------------------- | ----------- | ------ | ----- |
|          | Aucun d'entre eux    |             | 11 295 | 37,87 |
|          | Yrysbek Maatkabylov  | Indépendant | 8 041  | 26,96 |
|          | Taalaybek Dayyrbekov | Indépendant | 5 208  | 17,46 |
|          | Nurdin Samonov       | Indépendant | 2 274  | 7,62  |
|          | Aknazar Kenjebayev   | Indépendant | 1 625  | 5,45  |
| Total    | Total                | Total       | 29 826 | 100   |

## Province de Naryn

### Kochkor
Amantur Musagul uulu, Bolotbek Chokmorov et Mayrambek Asanbayev apparaissent initialement sur la liste des candidats, mais n'apparaissent pas sur les bulletins de vote.
| Candidat | Candidat             | Parti       | Voix   | %     |
| -------- | -------------------- | ----------- | ------ | ----- |
|          | Mirlan Samyykojo     | Indépendant | 9 419  | 22,54 |
|          | Ormon Nurbek uulu    | Indépendant | 7 800  | 18,67 |
|          | Abtandil Kulbarakov  | Indépendant | 7 461  | 17,86 |
|          | Damira Niyazaliyeva  | Indépendant | 6 440  | 15,41 |
|          | Nurlan Kerimkulov    | Indépendant | 3 107  | 7,44  |
|          | Aybek Alymjanov      | Indépendant | 2 063  | 4,94  |
|          | Mayrambek Asanbayev  | Indépendant | 1 001  | 2,40  |
|          | Aucun d'entre eux    |             | 793    | 1,90  |
|          | Ayjan Omoldoshova    | Indépendant | 649    | 1,55  |
|          | Aktan Ajymambetov    | Indépendant | 496    | 1,19  |
|          | Sabyrbek Sardarbekov | Indépendant | 488    | 1,17  |
|          | Attokur Djapanov     | Indépendant | 443    | 1,06  |
|          | Maksatbek Turumbekov | Yyman Nuru  | 344    | 0,82  |
|          | Sayranbek Jumayeev   | Indépendant | 257    | 0,62  |
|          | Sezdbek Turdubayev   | Indépendant | 110    | 0,26  |
|          | Azamat Melisov       | Indépendant | 0      | 0,00  |
|          | Aynagul Samudinova   | Indépendant | 0      | 0,00  |
| Total    | Total                | Total       | 41 785 | 100   |

### Naryn
| Candidat | Candidat                | Parti        | Voix   | %     |
| -------- | ----------------------- | ------------ | ------ | ----- |
|          | Ulan Bakasov            | Indépendant  | 19 621 | 53,30 |
|          | Almazbek Baatyrbekov    | Indépendant  | 7 701  | 20,92 |
|          | Aucun d'entre eux       |              | 1 625  | 4,41  |
|          | Melisbek Junusov        | Indépendant  | 1 583  | 4,30  |
|          | Akylbek Sariyev         | Indépendant  | 1 491  | 4,05  |
|          | Samat Ayankulov         | Indépendant  | 1 187  | 3,22  |
|          | Chyngyz Kaparov         | Indépendant  | 904    | 2,46  |
|          | Rayymbek Abdyldayev     | Indépendant  | 821    | 2,23  |
|          | Esenbek Kyljyrov        | Indépendant  | 507    | 1,38  |
|          | Orozobek Madinov        | Indépendant  | 336    | 0,91  |
|          | Toygonbay Djaanbayev    | Indépendant  | 137    | 0,37  |
|          | Talantbek Borochorov    | Indépendant  | 0      | 0,00  |
|          | Sharshenbek Abdykerimov | Kirghizistan | 0      | 0,00  |
|          | Elzat Sayak kyzy        | Indépendant  | 0      | 0,00  |
| Total    | Total                   | Total        | 36 812 | 100   |

## Province d'Yssyk-Köl

### Jeti-Ögüz
Baatyrbek Oljobayev apparait initialement sur la liste des candidats, mais n'apparait pas sur les bulletins de vote.
| Candidat | Candidat               | Parti       | Voix   | %     |
| -------- | ---------------------- | ----------- | ------ | ----- |
|          | Arslanbek Maliyev      | Indépendant | 7 337  | 18,39 |
|          | Muratbek Ismailov      | Indépendant | 5 096  | 12,77 |
|          | Samatbek Ibrayev       | Indépendant | 3 373  | 8,45  |
|          | Atyr Abdrakhmatova     | Indépendant | 3 293  | 8,25  |
|          | Akyl Kemelov           | Indépendant | 2 908  | 7,29  |
|          | Jekshen Sulayev        | Indépendant | 2 406  | 6,03  |
|          | Ruslan Eshmambetov     | Indépendant | 2 368  | 5,93  |
|          | Talantbek Japarov      | Indépendant | 1 889  | 4,73  |
|          | Aucun d'entre eux      |             | 1 563  | 3,92  |
|          | Bakyt Tologonov        | Indépendant | 1 515  | 3,80  |
|          | Baktybek Aytakunov     | Indépendant | 1 348  | 3,38  |
|          | Damir Mongoldorov      | Indépendant | 1 266  | 3,17  |
|          | Manas Alymov           | Indépendant | 1 155  | 2,89  |
|          | Erkingul Imankojoyeva  | Indépendant | 827    | 2,07  |
|          | Arystanbek Omuraliyev  | Indépendant | 823    | 2,06  |
|          | Zamirbek Kazakbay uulu | Indépendant | 796    | 1,99  |
|          | Kanat Sagymbayev       | Indépendant | 678    | 1,70  |
|          | Bolotbek Shamyrkanov   | Indépendant | 339    | 0,85  |
| Total    | Total                  | Total       | 39 900 | 100   |

### Ak-Suu
Damirbek Asylbek uulu, Joldubay Bekjanov, Alina Musa kyzy, Jalshylyk Monoldorov et Ruslan Osmonaliyev apparaissent initialement sur la liste des candidats, mais n'apparaissent pas sur les bulletins de vote.
| Candidat | Candidat              | Parti       | Voix   | %     |
| -------- | --------------------- | ----------- | ------ | ----- |
|          | Akylbek Tümonbayev    | Indépendant | 16 181 | 44,32 |
|          | Alfira Supatayeva     | Indépendant | 3 878  | 10,62 |
|          | Aucun d'entre eux     |             | 3 496  | 9,58  |
|          | Adyl Kanimetov        | Indépendant | 3 020  | 8,27  |
|          | Akbarbek Barakov      | Indépendant | 2 197  | 6,02  |
|          | Ishenbay Moldotashev  | Indépendant | 2 181  | 5,97  |
|          | Kuban Musaliyev       | Indépendant | 1 601  | 4,38  |
|          | Tynchtykbek Sarybayev | Indépendant | 911    | 2,50  |
|          | Omurbek Bolturukov    | Indépendant | 785    | 2,15  |
|          | Taalaybek Abdyldayev  | Indépendant | 625    | 1,71  |
|          | Amanboldu Januzakov   | Indépendant | 616    | 1,69  |
|          | Akylsayda Djumabekova | Indépendant | 0      | 0,00  |
| Total    | Total                 | Total       |        | 100   |

### Ysyk-Kul
Dinara Akmatova apparait initialement sur la liste des candidats, mais n'apparait pas sur les bulletins de vote.
| Candidat | Candidat              | Parti       | Voix   | %     |
| -------- | --------------------- | ----------- | ------ | ----- |
|          | Maksatbek Sarbagyshev | Indépendant | 5 887  | 21,19 |
|          | Talantbek Sarbagyshev | Indépendant | 4 053  | 14,59 |
|          | Mirlan Maratov        | Indépendant | 3 047  | 10,97 |
|          | Akjoltoy Tukunov      | Indépendant | 2 512  | 9,04  |
|          | Aucun d'entre eux     |             | 2 213  | 7,97  |
|          | Talgat Suranaliyev    | Indépendant | 2 076  | 7,47  |
|          | Jangyl Adjibayeva     | Indépendant | 1 897  | 6,83  |
|          | Kanat Khasanov        | Indépendant | 1 784  | 6,42  |
|          | Nazgul Mamytova       | Indépendant | 1 157  | 4,16  |
|          | Taalaybek Orozbayev   | Indépendant | 953    | 3,47  |
|          | Anara Mambetaliyeva   | Indépendant | 656    | 2,36  |
|          | Mirbek Imerov         | Indépendant | 454    | 1,63  |
|          | Iskender Amanbayev    | Indépendant | 333    | 1,20  |
|          | Saliman Maldybayeva   | Indépendant | 0      | 0,00  |
| Total    | Total                 | Total       | 27 783 | 100   |